# ひらまつたかお
ひらまつ たかお（1963年〈昭和38年〉7月9日 - ）は、日本のクリエイター、著者、講師。愛知県名古屋市出身。
株式会社パラス取締役兼クリエイティブディレクター、事業部マシュマロスタジオ責任者。

## 略歴
東京造形大学で映画を専攻。卒業後、株式会社日本カラーエンジニヤーズに就職。9年間、広告の写真合成の営業ディレクションを務め独立。
1995年、表参道にて、マルチメディア・プロフェッショナル・スクールを開校。
2000年、世界で初めてのゲーム機を使ったネットショップの仕組み「どこでもデパート」をセガのドリームキャストと協力して開発。ニューヨークでアジアEコマースのコンファレンスに登壇。
2009年、ツイッターのビジネス活用セミナーを開催。ツイッターの本を2冊出版。数多くのSNS関連のセミナー、講座、ビジネススクール主催。 

## 制作実績
- 『ソニーMDマン』ポスターCG
- 『PRIDE.1』オフィシャルビデオCM・パッケージ
- 『フレーベル館（アンパンマン）』ウェブサイト
- 『HONDA S2000』広告・カタログCG
- 『BMW 3Dシステム』インターフェイス・CG
- 『ブリリアントベンチャー』テレビ朝日番組CGタイトル
- 『輸入車ショー』キャラクター
- 『エプソン』レーザープリンターカタログビジュアル
- 『KENT』1mgポスタービジュアル
- 『ストレイシープ』ウェブサイト
- 『キリンラガービール』ポスタービジュアル
- 『DTエイトロン』原作チーム活動・ビジュアル企画
- 『Panasonic 検索ソフト』広告CG
- 『BMW新春キャンペーン』ビジュアル
- 『BMWオーナーズキット』ビジュアル
- 『どこでもデパート』プロジェクト企画、SP物制作
- 『109クリスマス新春広告』広告CG
- 『パイロットになろう2』ポスター・パッケージCG
- 『Shell 車検』ウェブサイト、ウェブゲーム
- 『ドリームワン』プロモーションビデオ
- 『エイパックス・グロービス・パートナーズ』ウェブサイト
- 『Shell Helix』ウェブサイト
- 『郵便局（恐竜）』 ポスターCG
- 『Topline』カタログ・WEB
- 『シェラトングランデ』ポスタービジュアル
- 『ROPPONGI HILLS CLUB』ウェブサイト
- 『HILLS SPA』ウェブサイト
- 『プラザタワー勝どき』ウェブサイト
- 『トヨタ会館展示』CG
- 『INAX SUITEROOMサイト』ウェブサイト
- 『日専連サイト』ウェブサイト
- 『資生堂TSUBAKI』ウェブサイト

ほか

## 著作
- 好きなことをビジネスにする教科書（2018年7月9日、ごきげんビジネス出版）
- ツイッターで会社をPRする本～Twitter企業の活用例100（2010年4月9日、KADOKAWA）
- ツイッター超速★仕事術～Twitter仕事の活用例100（2010年6月23日、KADOKAWA）